# 1. gorska divizija (Wehrmacht)
Za druge 1. divizije glej 1. divizija.
1. gorska divizija (izvirno nemško 1. Gebirgsjäger Division; dobesedno 1. gorskolovska divizija) je bila prva gorska, lahka in lovska divizija v sestavi redne nemške kopenske vojske, ki je bila ustanovljena z reorganizacijo Gorske brigade, edine gorske enote Wehrmachta od leta 1935.

## Zgodovina
1. gorska divizija je bila ustanovljena 9. aprila 1938 v Garmisch-Partenkirchenu iz izvirne Gorske brigade, ki je bila edina gorska enota v Wehrmachtu od ustanovitve 1. junija 1935. Divizija je nadaljevala tradicijo gorskih lovcev iz prve svetovne vojne.
26. avgusta 1939 je bila celotna divizija mobilizirana zaradi bližnje vojne.
Septembra 1939 je divizija sodelovala v poljski kampanji leta 1939 kot del armadne skupine Jug, ki je delovala v južni Poljski. Kampanjo je začela iz Slovaške, od koder je s svojo sestrsko divizijo (2. gorska divizija) prestopila mejo in prodrla v notranjost proti prelazu Dulka (Karpatsko gorovje), ki ga je zajela brez težav. Nato je prodrla proti dobro utrjenem mestu Lemberg (Lvov), ki je bil pomembni cilj XVIII. korpusa. Z zajetjem mesta so obkolili vse poljske oborožene sile v južni Poljski. Prodor proti mestu je vodila bojna skupina, sestavljena iz štirih lovskih čet, artilerije, protioklepne enote in pionirjev. Za bojno skupino je prodirala po edini cesti preostala divzija. Bojna skupina je 14. septembra prodrla do predmestja in takoj začela z vzpostavitvijo položajev okoli mesta, ki bodo služili za napad na mesto. Do 20. septembra je divizija utrjevala svoje položaje in zavračala vztrajne poljske protinapade. V teh bojih je divizija izgubila 243 padlih in 400 ranjenih vojakov. Divizija na koncu ni napadla samega mesta, saj je sovjetska invazija na Poljsko naredila ta cilj nepomemben in sam napad bi zahteval še več novih žrtve med Nemci. 21. septembra 1939 se je poljska mestna garnizija vdala s pogojem, da vdajo sprejme 1. gorska divizija kot priznanje dobrega medsebojnega bojevanja.
Potem je bila divizija premeščena na zahodno fronto, kjer se je pripravljala na zahodno kampanjo. V njej se je izkazala s prečkanjem rek Meuse, Aisne in Loare. Po končani kampanji je bila premeščena na francosko obalo, saj je bila izbrana za sodelovanje v operaciji Morski lev, ki pa ni bila izpeljana, saj Luftwaffe ni premagala RAF; nato naj bi sodelovala tudi v invaziji na Gibraltar, a je bila tudi odpovedana.
Po vsem dodatnem urjenju je bila premeščena v Avstrijo, od koder je prodrla v Jugoslavijo med aprilsko vojno. 9. aprila 1941, dve leti po ustanovitvi divizije, je prekoračila jugoslovansko mejo in prodrla v notranjost.
Naslednja kampanja je bila operacija Barbarossa, nemški napad na ZSSR. Kot del XLIX.gorskega korpusa (armadna skupina Jug) je prodrla v Ukrajino in sodelovala pri obkolitvi sovjetskih sil pri Umanu in zavzetju Stalina. Divizija je nato zasedla položaje okoli Miusa do maja 1942, ko je bila premeščena v področje Donca, kjer je bila podrejena XI. armadnemu korpusu. Poleti 1942 je divizija napredovala proti Kavkazu kot del poletne ofenzive; v času bojevanje je bila divizija razdeljena na dve skupini, pri čemer so združili enote 1. in 4. gorske divizije. Ena skupina je nato dosegla nov vrhunec v nemški vojaški zgodovini, ko se je borila na največji višini; v izredno težkih visokogorskih razmerah se je borila na 4.300 m visokem Elbrusu.
Nato je divizija sodelovala pri umiku nemških sil iz Kavkaza, dokler ni bila 1943 premeščena v Jugoslavijo. Tu je sodelovala v bitki na Sutjeski, nato pa je bila julija istega leta premeščena v Grčijo, kjer je po kapitulaciji Italije razoroževala italijanske vojaške enote na celini in otokih. Decembra je bila ponovno premeščena v Jugoslavijo, kjer je sodelovala v zimskih operacijah proti NOV in POJ. Marca 1944 je bila premeščena na Madžarsko, kjer je sodelovala v okupaciji le-te. Nato je bila ponovno poslana v Grčijo, julija pa spet naprej v Jugoslavijo, kjer je delovala v operacijah proti partizanom na področju jugozahodne Srbije in v Črni gori.
Zaradi krčenja vzhodne fronte in nemškega umika proti zahodu je bila divizija poslana v vzhodno Srbijo. Udeležena je bila v bitko za Beograd, kjer so jo enote Rdeče armade obkolile, a je uspela prebiti obroč s hudimi izgubami.
Potem je skupaj z enotami 2. tankovske armade sodelovala v zadnji veliki nemški ofenzivi ob Blatnem jezeru. Zaradi neprestanega sovjetskega pritiska se je umaknila v Avstrijo, kjer so jo 12. marca 1945 preimenovali v 1. ljudsko gorsko divizijo. Tu je nato sodelovala v uspešni obrambi vzhodne Avstrije, dokler se ni v začetku maja 1945 premaknila na zahod, kjer se je predala Kopenski vojski ZDA.

## Vojni zločini
Prvi večji vojni zločin se je zgodil po kapitulaciji Italije septembra 1943 na grškem otoku Kefalonija. 14. septembra 1943 je poveljnik italijanskih oboroženih sil dobil ukaz, da napade nemške vojaška enota na otoku. Naslednji dan so se začeli spopadi. Nemci so takoj poslali na otok dele 1. gorske in 104. lovske divizije. 22. septembra so Nemci premagali Italijane, pri čemer so imeli 40 padlih, Italijani pa okoli 1300. Takoj po zajetju so ubili 4.900 italijanskih vojnih ujetnikov, toda ostalo jih je še 5.305. Poveljnik XXII. gorskega korpusa, general Hubert Lanz, je nato zaprosil armadno poveljstvo za navodila za nadaljnje ravnanje. Dobil je odgovor iz Vrhovnega poveljstva oboroženih sil Wehrmachta, da naj postreli vse ujetnike. Lanz je še enkrat zaprosil za navodila, saj je hotel rešiti življenja številnih ujetnikov. Njegova druga prošnja je prišla neposredno do Hitlerja, ki je ukazal, da naj postrelijo vse častnike, nečastnike pa naj odženejo v ujetniška taborišča. Prav tako je ukazal, da naj ne postrelijo fašistov, Južnih Tirolcev, sanitetnih častnikov in vojaških kuratov. 23. septembra so tako ustrelili 265 preostalih častnikov.
24. septembra so se deli divizije izkcali tudi na bližnji otok Krf, kjer je bilo okoli 8.000 Italijanov. Naslednjega dne so zajeli poveljnika garnizije, ki je ukazal predajo. Takoj zatem so od 280 prisotnih ujetih častnikov ustrelili 28, vse ostale pa 26. septembra na ukaz Lanza (ponovno so iz streljanj izključili priviligirane častnike). Trupla pobitih častnikov so naložili na ladjo in jih obtežene potopili na več mestih okoli otoka.
Mesec dni pozneje, 16. avgusta, so v severnogrški vasici Kommeno pobili 317 vaščanov (172 žensk in 145 moških). Dan prej je nemški častnik opazil grške partizane v vasi in ukazal povračilne ukrepe. Sprva so naselje artilerijsko obstreljevali, nakar so v vas poslali še gorske lovce, ki so pobili vaščane, oplenili njihove hiše in jih na koncu zažgali.
Oktobra 1943 so grški partizani ubili nemškega častnika blizu vasi Klisaru, zato so v povračilo uničili 18 vasi in pobili vse prebivalce.
Divizija je, skupaj z Geheime Feldpolizei, sodelovala pri transportiranju grških Judov v koncentracijska taborišča.
Prav tako je storila vojne zločine v Lyngiadesu (80 pobitih), Skinesu (148 pobitih) in Camerinu (98 pobitih).

## Vojna služba
| Datum                        | Delovanje       | Korpus                       | Armada              | Armadna skupina               | Področje                         |
| september 1939               | prihod          | /                            | /                   | Armadna skupina Jug           | Južna Poljska (Lvov)             |
| oktober 1939                 | rezerva         | /                            | 4. armada           | Armadna skupina B             | Eifel                            |
| december 1939                | rezerva         | /                            | 12. armada          | Armadna skupina A             | Eifel                            |
| januar - maj 1940            | rezerva         | /                            | 12. armada          | Armadna skupina A             | Eifel, Maas                      |
| junij 1940                   | bojno delovanje | XXXXIV. korpus               | 6. armada           | Armadna skupina B             | Aisne, Loire                     |
| julij 1940                   | bojno delovanje | XVIII. korpus                | 12. armada          | Armadna skupina C             | Švicarska meja                   |
| avgust - december 1940       | bojno delovanje | VII. korpus                  | 16. armada          | Armadna skupina A             | Arras (Seelöwe)                  |
| januar - marec 1941          | bojno delovanje | XXXXIX. korpus               | 1. armada           | Armadna skupina D             | Besancon                         |
| april 1941                   | bojno delovanje | XXXXIX. korpus               | 2. armada           | /                             | Kranjska, Slovenija              |
| maj 1941                     | bojno delovanje | XXXXIX. korpus               | 17. armada          | Armadna skupina A             | Slovaška                         |
| junij - september 1941       | bojno delovanje | XXXXIX. korpus               | 17. armada          | Armadna skupina Jug           | Lvov, Uman                       |
| oktober 1941                 | bojno delovanje | XXXXIX. korpus               | 11. armada          | Armadna skupina Jug           | Stalino                          |
| november 1941 - februar 1942 | bojno delovanje | XXXXIX. korpus               | 1. tankovska armada | Armadna skupina Jug           | Mius                             |
| marec - maj 1942             | bojno delovanje | III. korpus                  | Armada Kleist       | Armadna skupina Jug           | Mius                             |
| junij 1942                   | bojno delovanje | XI. korpus                   | 1. tankovska armada | Armadna skupina Jug           | Čarkov, Donec                    |
| julij 1943                   | rezerva         | /                            | 1. tankovska armada | Armadna skupina Jug           | Donec                            |
| avgust - december 1942       | bojno delovanje | XXXXIX. korpus               | 17. armada          | Armadna skupina A             | Kavkaz                           |
| januar - marec 1943          | bojno delovanje | XXXXIX. korpus               | 17. armada          | Armadna skupina A             | Kavkaz, Kuban                    |
| april 1943                   | popolnitev      | /                            | /                   | Armadna skupina E             | Srbija                           |
| maj - junij 1943             | bojno delovanje | Befehlshaber Serbien         | /                   | Armadna skupina E             | Črna gora                        |
| julija - avgust 1943         | bojno delovanje | Befehlshaber Saloniki/Aegäis | /                   | Armadna skupina E             | Grčija, Epir                     |
| september 1943               | bojno delovanje | XXVI. ital. korpus           | 11. ital. armada    | Armadna skupina E             | Epir, Krf                        |
| oktober - november 1943      | bojno delovanje | XXII. korpus                 | Armada E            | Armadna skupina F             | Krf                              |
| december 1943                | bojno delovanje | V. SS-korpus                 | 2. tankovska armada | Armadna skupina F             | Bosna                            |
| januar - marec 1944          | bojno delovanje | V. SS-korpus                 | 2. tankovska armada | Armadna skupina F             | Hrvaška                          |
| april 1944                   | rezerva         | /                            | /                   | OKH/OKW                       | Madžarska                        |
| maj - avgust 1944            | rezerva         | /                            | /                   | OKH/OKW                       | Transilvanija, Grčija, Črna gora |
| september 1944               | /               | Korpus Schneckenburger       | Befehlshaber Südost | Armadna skupina F             | Niš, Srbija                      |
| oktober 1944                 | /               | Korpus Müller                | Befehlshaber Südost | Armadna skupina F             | Beograd                          |
| november - december 1944     | /               | LXVIII. korpus               | 2. tankovska armada | Armadna skupina F             | Madžarska                        |
| januar - marec 1945          | /               | XXII. korpus                 | 2. tankovska armada | Armadna skupina Jug           | Blatno jezero, Madžarska         |
| april 1945                   | /               | III. korpus                  | 6. armada           | Armadna skupina Jug           | Alpe                             |
| maj 1945                     | /               | IV. SS-korpus                | 6. armada           | Armadna skupina Vzhodna marka | Alpe                             |

## Sestava
September 1939
- 98. gorski polk

- 1. bataljon
- 2. bataljon
- 3. bataljon

- 99. gorski polk

- 1. bataljon
- 2. bataljon
- 3. bataljon

- 100. gorski polk

- 1. bataljon
- 2. bataljon

- 44. protioklepni bataljon
- 79. gorski artilerijski polk

- 1. bataljon
- 2. bataljon
- 3. bataljon
- 4. bataljon

- 54. komunikacijski bataljon
- 54. pionirski bataljon
- 54. oskrbovalni bataljon
- 54. gorski oskrbovalni trop
- podporne enote

April 1941
- 98. gorski polk

- 1. bataljon
- 2. bataljon
- 3. bataljon

- 99. gorski polk

- 1. bataljon
- 2. bataljon
- 3. bataljon
- 54. poljski nadomestni bataljon

- 44. protioklepni bataljon
- 79. gorski artilerijski polk

- 1. bataljon
- 2. bataljon
- 3. bataljon
- 4. bataljon

- 54. komunikacijski bataljon
- 54. pionirski bataljon
- 54. oskrbovalni bataljon
- podporne enote

November 1943
- 98. gorski polk

- 1. bataljon
- 2. bataljon
- 3. bataljon

- 99. gorski polk

- 1. bataljon
- 2. bataljon
- 3. bataljon

- 44. protioklepni bataljon
- 79. gorski artilerijski polk

- 1. bataljon
- 2. bataljon
- 3. bataljon
- 4. bataljon

- 54. gorskolovski bataljon
- 54. izvidniški bataljon
- 54. gorski komunikacijski bataljon
- 54. gorski poljski nadomestni bataljon
- 54. pionirski bataljon
- 54. gorski bataljon tovornih mul
- 54. oskrbovalni bataljon
- podporne enote

## Pripadniki
Divizijski poveljniki
| Seznam poveljnikov divizije |                      |                                        |                                      |
| Št.                         | Čin                  | Ime                                    | Trajanje mandata                     |
| 1.                          | General gorskih enot | Ludwig Kübler                          | (1. september 1939 25. oktober 1940) |
| 2.                          | General gorskih enot | Hubert Lanz                            | (25. oktober 1940 1. januar 1942)    |
| 3.                          | General artilerije   | Robert Martinek                        | (1. januar 1942 1. december 1942)    |
| 4.                          | Generalporočnik      | Walter Stettner Ritter von Grabenhofen | (1. december 1942 10. oktober 1944)  |
| 5.                          | Generalporočnik      | Josef Kübler                           | (10. oktober 1944 10. marec 1945)    |
| 6.                          | Generalporočnik      | August Wittmann                        | (10. marec 1945 8. maj 1945)         |

Prejemniki viteškega križa železnega križa
| Seznam nosilcev viteškega križa železnega križa s hrastovimi listi |                 |                       |                   |                 |
| Št.                                                                | Čin             | Ime                   | Datum podelitve   | Kateri po vrsti |
| 1.                                                                 | Stotnik         | Harald von Hirschfeld | 23. december 1942 | 164             |
| 2.                                                                 | Generalporočnik | Hubert Lanz           | 23. december 1942 | 160             |
| 3.                                                                 | Major           | Wilhelm Spindler      | 31. januar 1945   | 718             |

| Seznam nosilcev viteškega križa železnega križa |               |                                        |                    |
| Št.                                             | Čin           | Ime                                    | Datum podelitve    |
| 1.                                              | St.Gfr.       | Georg Audenrieth                       | 10. februar 1945   |
| 2.                                              | Višji lovec   | Johann Bauer                           | 27. junij 1942     |
| 3.                                              | Nadporočnik   | Hans Daumiller                         | 29. september 1940 |
| 4.                                              | Gefreiter     | Franz Doff                             | 20. julij 1942     |
| 5.                                              | Podpolkovnik  | Karl Eisgruber                         | 1. junij 1944      |
| 6.                                              | Major         | Alois Eisl                             | 9. december 1944   |
| 7.                                              | Major         | Josef Fleischmann                      | 31. marec 1942     |
| 8.                                              | Stotnik       | Siegward Göller                        | 9. maj 1945        |
| 9.                                              | Major         | Heinz Groth                            | 9. maj 1945        |
| 10.                                             | Obergefreiter | Peter Grübl                            | 20. december 1941  |
| 11.                                             | Oberfeldwebel | Josef Häfele                           | 18. november 1941  |
| 12.                                             | Oberfeldwebel | Friedrich Hengstler                    | 12. september 1941 |
| 13.                                             | Nadporočnik   | Harald von Hirschfeld                  | 15. november 1941  |
| 14.                                             | Stotnik       | Walter Hölz                            | 26. december 1944  |
| 15.                                             | Stotnik       | Albert Kaiser                          | 21. avgust 1941    |
| 16.                                             | Stotnik       | Walter Kopp                            | 6. november 1942   |
| 17.                                             | Polkovnik     | Hermann Kreß                           | 20. december 1941  |
| 18.                                             | Generalmajor  | Ludwig Kübler                          | 27. oktober 1939   |
| 19.                                             | Podpolkovnik  | Rudolf Lang                            | 23. avgust 1941    |
| 20.                                             | Major         | Erich Lawall                           | 5. november 1942   |
| 21.                                             | Poročnik      | Anton Mosandl                          | 28. november 1940  |
| 22.                                             | Nadporočnik   | Hermann Mugler                         | 5. julij 1941      |
| 23.                                             | Major         | Klaus Müller                           | 3. april 1942      |
| 24.                                             | Polkovnik     | Egbert Picker                          | 18. november 1941  |
| 25.                                             | Poročnik      | Michael Pössinger                      | 19. julij 1940     |
| 26.                                             | Nadporočnik   | Karl Rall                              | 30. januar 1943    |
| 27.                                             | Stotnik       | Josef Salminger                        | 31. avgust 1941    |
| 28.                                             | Major         | Adolf Seitz                            | 5. avgust 1940     |
| 29.                                             | Poročnik      | Wilhelm Spindler                       | 21. december 1940  |
| 30.                                             | Stotnik       | Matthias Starl                         | 1. junij 1945      |
| 31.                                             | Polkovnik     | Walter Ritter Stettner von Grabenhofen | 23. april 1943     |
| 32.                                             | Poročnik      | Heinrich Villinger                     | 1. februar 1945    |
| 33.                                             | Stotnik       | Helmut Vögtle                          | 1. junij 1945      |

| Seznam nosilcev nemškega križa v srebru |                    |              |                 |
| Št.                                     | Čin                | Ime          | Datum podelitve |
| 1.                                      | Nadporočnik (d.R.) | Hans Hofmann | 18. januar 1943 |

Prejemniki častnega znaka kopenske vojske
| Seznam nosilcev častnega znaka kopenske vojske |                    |               |                   |
| Št.                                            | Čin                | Ime           | Datum podelitve   |
| 1.                                             | Georg Berchtold    | Oberfeldwebel | 5. marec 1945     |
| 2.                                             | Siegfried Dodel    | Oberleutnant  | 28. julij 1941    |
| 3.                                             | Karl Eck           | Hauptmann     | 25. februar 1945  |
| 4.                                             | Karl Eisgruber     | Major         | 17. julij 1943    |
| 5.                                             | Lorenz Faltermaier | Feldwebel     | 7. januar 1945    |
| 6.                                             | Raymund Feser      | Oberleutnant  | 28. marec 1942    |
| 7.                                             | Josef Fleischmann  | Major         | 8. januar 1942    |
| 8.                                             | Sigwart Göller     | Oberleutnant  | 15. november 1943 |
| 9.                                             | Franz Gramm        | Hauptmann     | 15. december 1944 |
| 10.                                            | Josef Häfele       | Oberfeldwebel | 9. september 1941 |
| 11.                                            | Friedrich Haug     | Leutnant      | 18. april 1942    |
| 12.                                            | Rudi Heller        | Oberleutnant  | 7. januar 1945    |
| 13.                                            | Heinz Hengelbaupt  | Hauptmann     | 15. februar 1945  |
| 14.                                            | Erich Lawall       | Hauptmann     | 8. januar 1942    |
| 15.                                            | Herbert Leupold    | Oberleutnant  | 7. junij 1943     |
| 16.                                            | Robert Maltry      | Leutnant      | 25. februar 1945  |
| 17.                                            | Christian Merz     | Oberfeldwebel | 25. februar 1945  |
| 18.                                            | Anton Mosandl      | Oberleutnant  | 26. januar 1943   |
| 19.                                            | Johann Neuhauser   | Oberleutnant  | 26. februar 1943  |
| 20.                                            | Philipp Ruiss      | Feldwebel     | 7. januar 1945    |
| 21.                                            | Anton Deber        | Feldwebel     | 7. januar 1945    |
| 22.                                            | Wilhelm Spindler   | Oberleutnant  | 15. julij 1942    |
| 23.                                            | Mathias Starl      | Hauptmann     | 25. marec 1945    |
| 24.                                            | Wilhelm Weber      | Leutnant      | 26. januar 1943   |

Prejemniki zlatega znaka za bližinski boj
| Seznam nosilcev zlatega znaka za bližinski boj |               |                  |                 |
| Št.                                            | Čin           | Ime              | Datum podelitve |
| 1.                                             | Višji lovec   | Peter Bernbacher | 14. januar 1945 |
| 2.                                             | Feldwebel     | Sebastian Brey   | 14. januar 1945 |
| 3.                                             | Oberfeldwebel | Anton Seber      | 1. april 1945   |
| 4.                                             | Višji lovec   | Gebhard Keller   | 8. maj 1945     |